# Galveston County
Galveston County är ett administrativt område i delstaten Texas, USA, med 291 309 invånare (2010).  Den administrativa huvudorten (county seat) är Galveston. 

## Geografi
Enligt United States Census Bureau så har countyt en total area på 2 261 km². 1 032 km² av den arean är land och 1 229 km² är vatten. 

### Angränsande countyn
- Harris County - norr
- Chambers County - nordost
- Brazoria County - väster